# Joe Fry
Joe Fry (n. 26 octombrie 1915 – d. 29 iulie 1950) a fost un pilot englez de Formula 1 care a evoluat în Campionatul Mondial în sezonul 1950.